# Navarrès-aragonès
El navarrès-aragonès o navarroaragonès fou una llengua romanç parlada a la vall de l'Ebre durant l'edat mitjana. D'ella en descendeix l'actual aragonès, i encara en queden trets en el castellà parlat a La Rioja, a l'Aragó i a Navarra.
Té el seu origen en el llatí vulgar, amb un possible substrat basc. La llengua rep, per al seu període medieval, la denominació —segons els lingüistes actuals— de navarrès-aragonès, per abastar els romanços afins a l'aragonès i al navarrès, així com el riojà precastellà. És classificada en el grup pirinenc-mossàrab.

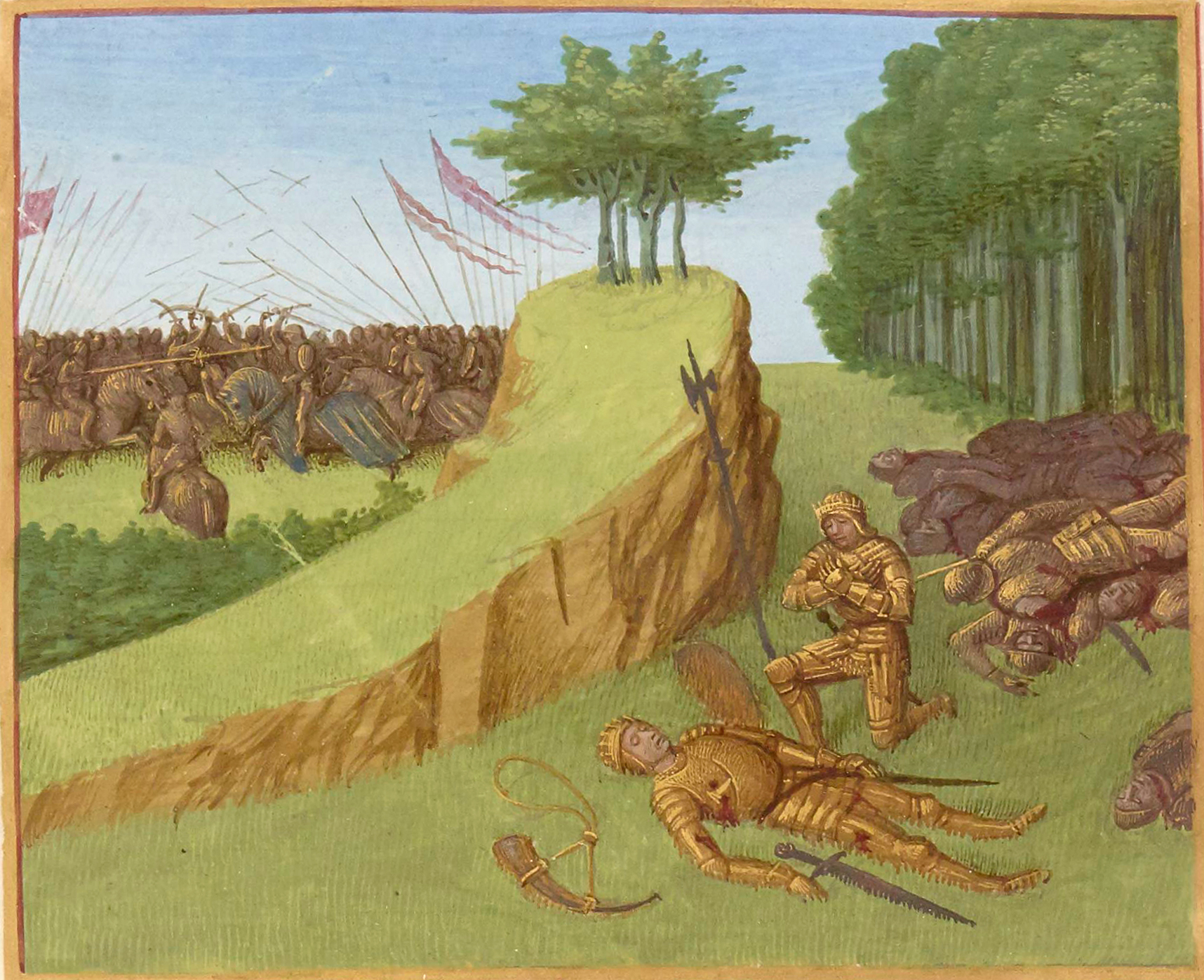
Batalla de Roncesvalls al 778. Mort de Rotllà, en les Grans Cròniques de França, il·lustrades per Jean Fouquet, Tours, cap a 1455-1460, BNF.

## Història

### L'origen
L'expansió del Regne de Navarra sobre terres musulmanes i cristianes, amb la consegüent repoblació amb cristians del Regne de Navarra, portaria amb si l'idioma per tot el territori conquistat. L'annexió per Navarra dels comtats aragonesos va suposar una important influència de la llengua navarro-aragonesa sobre els territoris posteriors de la Corona d'Aragó. El document més antic que pot considerar-se de llengua navarrès-aragonesa és les Glosses Emilianenses, procedents del Monestir de Sant Millán de la Cogolla (La Rioja).
El navarrès-aragonès abasta l'evolució del llatí vulgar a la zona compresa entre la Rioja Alta i la Ribargorça, regió propera a l'àrea de llengua basca, la qual cosa fa suposar influència d'aquesta llengua. El Sobrarb va tenir una llengua romanç, que no diftongava, tal com es pot veure en un document del segle xi, en els Orígens de l'Espanyol de Ramón Menéndez Pidal.
L'existència d'uns ceretans occidentals al Pirineu mitjà es comprova en les fonts islàmiques dels segles VIII-IX; en aquesta època existien encara com a poble diferenciat, segons G. Fatás en Ibn Hayyan, "Muqtabas"; Al'Udri, "Tarsi". En elles es troben referències a la terra dels Certaniyyin o Sirtaniyyin, és a dir, els habitants de la terra Certana. El lloc es localitza quan les mateixes fonts parlen del riu Gállego que neix a les muntanyes d'aquestes terres.
D'altra banda, la Canço de Rotllan, quan refereix el conegut episodi de Carlemany, ens permet deduir com les tropes musulmanes que salin a la seva trobada, ho fan seguint la calçada romana de Saragossa a Bearn, que travessava la terra certana i els ports de Siresa.
Dins dels elements preromans, el component cèltic de l'actual aragonès és minoritari respecte al basc. A vegades es remunta al celta de la Gàl·lia en comptes del celtibèric: bruc (bruc), aranyó (aranyoner), artica, broda (quadra), garmo (prada a la muntanya).

### L'expansió medieval

Els regnes de taifes al 1031.

Amb la conquesta de la Taifa de Saragossa, es creu que el navarrès-aragonès es va estendre cap al sud comprenent la pràctica totalitat de les avui províncies de Saragossa i Terol, així com àrees de les províncies de Castelló i València, les costes de les quals van ser, no obstant això, repoblades sobretot per catalans.
La llengua dels repobladors aragonesos va entrar en contacte amb el romanç dels mossàrabs i muladís natius i amb el d'altres repobladors que els van ajudar: occitans a l'interior i catalans a la franja que condueix a la costa valenciana, la qual cosa li va fer perdre al navarrès-aragonès molts dels seus trets identitaris.

## Alguns aspectes històrics

### La varietat de La Rioja en lesGlosas Emilianenses
Alguns estudiosos afirmen que les Glosas Emilianenses de Sant Millán de la Cogolla no estan escrites en castellà sinó en navarrès-aragonès, en la seva varietat de la Rioja; La Rioja no era part del regne de Castella durant el segle x, en què es creu que van ser escrites les Glosas Emilianenses, sinó que va ser incorporada a aquest regne al segle xi, quan podria haver començat la seva castellanització. Les Glosas Emilianenses mostrarien algunes evolucions fonètiques pròpies del navarrès-aragonès, i no del castellà, com en aquestes paraules: lueco (després), get (és, en aragonès actual ye), plicare (arribar), feito (fet).

### La convivència amb les llengües basques a Navarra
En el sud i a l'est de Navarra es va parlar romanç navarrès durant tota l'Edat Mitjana, alternant amb el basc i amb l'occità arribat de l'altre costat del Pirineus. Com a exemple, podem citar un poble a Navarra de nom navarrès-aragonès, Pueyo, que en castellà hauria donat "Poyo", com derivat de Podium. Al seu torn, la paraula “Javier” és una castellanització d'una paraula en navarrès, Xabier, que al seu torn es remunta al basc Etxe berri, casa nova. En aragonès va donar Xabierre i després, Chabierre.

### La supervivència del navarrès-aragonès a l'Alt Aragó
Al segle x, amb el casament d'Andregoto Galíndez amb Sancho Garcés II, es va materialitzar l'annexió al Regne de Navarra del conjunt del Pirineu i Prepirineu aragonès: comtats d'Aragó, Sobrarb i Ribargorça.
Tot i la creença que l'aragonès ha estat sempre reduït a la zona pirinenca, la realitat és que s'ha fragmentat recentment, moltes de les diferències actuals de pronunciació i de lèxic entre la zona occidental i oriental en aquest territori coincideixen amb les classificacions antigues, com la de iacetans i ilergets de l'antiguitat. Per tant, els dialectes actuals s'haurien emmarcat en almenys dues àrees històricament diferenciades al Pirineu central: una que gravita cap a Jaca (valls de Echo i Ansó) i una altra, cap a la Ribagorça. En l'occidental diuen "pro", "baxo", "almadía", "a ormino"; mentre que en l'oriental: "prou", "baixo", "nabata", "asobén".

## Varietats del navarrès-aragonès

### Divisió
Divisió oficial:
- Riojà precastellà
- Navarrès
- Aragonès

Divisió tradicional segons Manuel Alvar, que diu que l'aragonès de la Vall de l'Ebre, fruit de la reconquesta i població era molt diferent de l'aragonès original de l'Alt Aragó:
- Alt-Aragonès Medieval
- Aragonès de la Vall de l'Ebre

### Romanç aragonès

Varietats del navarrès-aragonès
Alt-Aragonès Medieval o Aragonès medieval de l'Alt Aragó
Aragonès de les comunitats aragoneses
Aragonès de les Comarques Xurres
Aragonès de la Vall de l'Ebre
Navarrès
Riojà precastellà

El període millor testimoniat de l'aragonès medieval comprèn el període 1336-1387, en la qual el tron va ser ocupat per Pere IV el Cerimoniós, que es va preocupar molt pels llibres i la transmissió del saber. Sota el seu auspici es van traduir llibres històrics, i entre 1369 i 1372 es va redactar primer en llatí, i després es va traduir al català i l'aragonès, la cèlebre Crònica de Sant Joan de la Penya, qualificada per alguns autors com "la font narrativa més completa i important de la historiografia medieval aragonesa". Joan Ferrández d'Heredia (h. 1310-1396), que va arribar a Gran Maestre de l'Ordre de l'Hospital de Jerusalem i que va ser molt influent a la Corona Catalano-Aragonessa com en els Estats Papals va patrocinar la traducció de nombroses obres (Flor de les ystorias d'Orient, Llibre de Marco Polo, La gran crònica d'Espanya, Llibre de fechos et conquestes del prinçipado de Morea o la Corónica dels conquiridores).
El cultiu literari de l'aragonès cau abruptament al segle xv, quan les obres literàries d'Aragó escrites en romanç es redacten gairebé exclusivament en castellà com a Cancioners de Palacio (1440) i Estúñiga (1460), que recullen versos de poetes vinculats a Alfons el Magnànim. Als segles posteriors l'aragonès només és perceptible en aragonesismes incrustats en obres escrites en castellà. D'altra banda a més dels texts literaris existeixen nombrosos documents i texts jurídics que aporten dades informatives sobre l'aragonès.

### Romanç navarrès
Els testimoniatges en navarrès medieval són una mica més escassos que els escrits en aragonès medieval. Del 1310 data una còpia navarresa del cantar de Roncesvalles. Del segle xv data el Cancioner de Herberay des Essarts (1461-1464), compost en la cort de Elionor I de Navarra, encara que només un dels autors presents en aquesta compilació, Carlos Arellano, era navarrès. Més abundants són les obres de contingut històric, que freqüentment apareixen ja molt castellanitzades, com la Crònica de 1405 de García López de Roncesvalles, la Crònica general d'Espanya de Fra García de Eugui i algunes versions bíbliques romantiques. Una obra important és la Crònica dels Reis de Navarra de Carles d'Aragó, príncep de Viana (1421-1461).

A causa de l'escassetat de textos històrics i literaris la principal font d'informació són els textos de caràcter legal. Així els juraments de Carles II (1350) i Carles III (1390) es van fer en romanç navarrès (in ydiomate Navarre terre) el fragment del jurament del primer és:
| « | Nos, Karlos, por la gracia de Dios rey de Navarra et conte d'Eureux, juramos a nuestro pueblo de Nauarra, es assaber, prelados, ricoshombres, cauailleros, hombres de buenas villas et a todo el pueblo de Navarra, todos lustros fueros, usos, costumbres, franquezas libertades […] como los han de et jazen, que assí los manterremos et goardaremos […] a eyllos et a lures sucessores […] millorando et no perdonando en todo ni en partida | » |

## Restes
Paraules que el castellà generalment ha pres del navarrès-aragonès, amb el seu corresponent equivalent castellà actual, són: "feix" (fes), "faixa" (haza), "plet" (plecho), "sisallo" (sisajo), "chepa" (giba) i "boina". En zones on es va parlar aragonès hi ha moltes més restes lèxiques, i esporàdicament podem veure topònims com el nom Valdefierro, d'un barri de Saragossa, la qual cosa tampoc és tan freqüent, ja que la majoria de la toponímia romanç a Saragossa i Terol, és mossàrab; de fet tant la paraula "Saragossa" com "Terol" són formes mossàrabs. Aquesta toponímia mossàrab va ser poc modificada per l'etapa en la qual es va parlar aragonès, i després freqüentment els topònims, fossin mossàrabs o aragonesos, es van castellanitzar. Molts dels topònims que actualment i en la seua versió castellana acaben en una <e> de suport com Castellote (Castellot), Tauste (Taüst), Caspe (Casp) i Jarque, a la província de Saragossa, no la tenien quan s'hi parlava aragonès.